# Liste der Baudenkmäler in Weeze
Die Liste der Baudenkmäler in Weeze enthält die denkmalgeschützten Bauwerke auf dem Gebiet der Gemeinde Weeze im Kreis Kleve in Nordrhein-Westfalen (Stand: 22. September 2011). Diese Baudenkmäler sind in der Denkmalliste der Gemeinde Weeze eingetragen; Grundlage für die Aufnahme ist das Denkmalschutzgesetz Nordrhein-Westfalen (DSchG NRW).

## Baudenkmäler
In der Gemeinde Weeze gibt es insgesamt 23 Baudenkmäler.
Die Liste umfasst falls vorhanden eine Fotografie des Denkmals, falls vorhanden den Namen, sonst kursiv den Gebäudetyp, soweit bekannt die Ortschaft, in dem das Denkmal liegt, falls vorhanden die Adresse, eine kurze Beschreibung, das Datum der Eintragung in die Denkmalliste, die Bauzeit und die Listennummer der unteren Denkmalbehörde. Der Name entspricht dabei der Bezeichnung durch die Gemeinde Weeze. Abkürzungen wurden zum besseren Verständnis aufgelöst, die Typografie an die in der Wikipedia übliche angepasst und Tippfehler korrigiert.
| Bild                                 | Bezeichnung                          | Lage                                | Beschreibung | Bauzeit | Eingetragen seit                  | Denkmal- nummer |
| ------------------------------------ | ------------------------------------ | ----------------------------------- | --- | --- | --------------------------------- | --------------- |
|                                      | Alte Kaplanei                        | Remmetstraße 14                     | eingeschossiger Backsteinbau unter Walmdach mit winkelförmig angesetzter Anbau | 1698 |                                   | 1               |
|                                      | Alte Oberförsterei                   | Remmetstraße 26                     | Backsteinhof bestehend aus zweigeschossigem Wohnhaus und Wirtschaftsgebäuden | 18. Jahrhundert |                                   | 2               |
| BW                                   | Windmühle                            | Wemb Schafweg 1 Karte               | Erdholländer auf dreigeschossigem Rohbacksteinbau | erste Hälfte des 19. Jahrhunderts                                                                                                |                                   | 3               |
| BW                                   | Altenheim St. Theresienstift         | Bahnstraße 7 Karte                  | neugotischer, zweigeschossiger, traufständiger Backsteinbau unter Satteldach | 1864 |                                   | 4               |
| BW                                   | Wohnhaus                             | Bahnstraße 24 Karte                 | zweigeschossiges Wohnhaus unter Walmdach mit historistischer Putzfassade | um 1900 |                                   | 5               |
| BW                                   | Backsteinhaus                        | Bahnstraße 29 Karte                 | zweigeschossige Backsteinvilla im Landhausstil | Anfang des 20. Jahrhunderts |                                   | 6               |
| BW                                   | Bürgerhaus                           | Kevelaerer Straße 32 Karte          | niederrheinisch-klassizistisches, zweigeschossiges Bürgerhaus unter Zeltdach | erste Hälfte des 19. Jahrhunderts                                                                                                |                                   | 7               |
| weitere Bilder                       | katholische Pfarrkirche St. Cyriakus | Kirchplatz Karte                    | ehemalige spätgotische Staffelkirche mit Westturm, zweigeschossigem Langhaus, Querhaus mit fünfseitigem Polygonanschluss und dreischiffigem Chor mit ⅝-Schluss Ausstattung                               | 1448 (Chor) 1501 (Langhaus) 1769 (Turm)                                                                                          |                                   | 8               |
| BW                                   | Traufenhaus                          | Kirchplatz 8 Karte                  | zweigeschossiges Traufenhaus unter abgewalmtem Satteldach mit Quaderputz | |                                   | 9               |
| BW                                   | Marienwasserhof                      | Marienwasserweg 145 Karte           | zweigeschossiger Winkelbau | frühes 18. Jahrhundert (Südtrakt) spätes 18. Jahrhundert (Obergeschoss, Westtrakt)                                               |                                   | 10              |
| BW                                   | Traufenhaus                          | Wasserstraße 58 Karte               | spätklassizistisches, zweigeschossiges Traufenhaus unter Walmdach mit Putzfassade | um 1850 |                                   | 11              |
| evangelische Pfarrkirche             | evangelische Pfarrkirche             | Wasserstraße 86 Karte               | neugotischer, einschiffiger Kirchenbau mit eingezogenem Polygonalchor und Westturm Ausstattung | 1884 |                                   | 12              |
| BW                                   | Holtumshof                           | Weller Straße 159 Karte             | eingeschossiges, traufständiges Backstein-T-Haus unter Krüppelwalmdach mit Stallteil | 1837 |                                   | 13              |
| katholische Pfarrkirche Heilig-Kreuz | katholische Pfarrkirche Heilig-Kreuz | Wemb Auf der Schanz 58 Karte        | neugotische, dreischiffige Basilika mit Querhaus, ⅝-Schluss und Westturm Ausstattung | 1896 |                                   | 14              |
| weitere Bilder                       | Wassermühle                          | Schloßallee 23 Karte                | mehrgeschossiger, giebelständiger Backsteinbau unter Satteldach | 1545 (Wappen) |                                   | 15              |
| BW                                   | Backsteindoppelhaus                  | Schloßallee 3/5 Karte               | zweigeschossiges, traufständiges Backsteindoppelhaus | 1681 |                                   | 16              |
| BW                                   | zwei Backsteinhäuser                 | Schloßallee 7/9 Karte               | zweigeschossige Backsteinhäuser unter Walmdach | 1788 |                                   | 17              |
| BW                                   | Wohnhaus                             | Kardinal-Galen-Straße 7 Karte       | zweigeschossiges, dreiachsiges Wohnhaus | erstes Jahrzehnt des 20. Jahrhunderts                                                                                            |                                   | 18              |
| weitere Bilder                       | Schloss Kalbeck                      | Kalbeck 5 Karte                     | neorenaissancistisches, zweiflügeliges Schloss mit Gartenanlage, Renteigebäude, zweigeschossigem Gebäude unter Walmdach und Pavillon                                                                     | 1906–1910 |                                   | 19              |
| BW                                   | Fassade eines Traufenhauses          | Schmiedestraße 22 Karte             | zweigeschossiges Traufenhaus mit Quaderputzfassade | um 1800 19. Jahrhundert (Fassade)                                                                                                |                                   | 20              |
| weitere Bilder                       | Haus Hertefeld und Schlossruine      |                                     | zweigeschossiges Haus eingeschossiger Bau unter Satteldach zwei Pförtnerhäuschen | 1706 |                                   | 21              |
| BW                                   | Sent-Jan-Kapelle                     | Weller Straße/Marienwasserweg Karte | einschiffige Kapelle unter Zeltdach mit Chor und Glockenturm | 1914 |                                   | 22              |
| weitere Bilder                       | Schlosskomplex Wissen                | Wissen                              | Wasserburganlage neuromanische Schlosskapelle eingeschossige Feldbrandsteinscheune unter Walmdach (Remise) viergeschossiger Backsteinturm unter Mansardwalmdach im Darmstädter Jugendstil (Trafostation) | 14. Jahrhundert nach 1739 (Westflügel) 1875 (Schlosskapelle) um 1800 (Remise) erstes Viertel des 20. Jahrhunderts (Trafostation) | 16.04.2003 (Remise, Trafostation) | 23              |